# Abdelhakim Zouita
Abdel Majid Naji (in arabo عبد الحكيم زويتة‎?; Kenitra, 12 agosto 1986) è un cestista marocchino.

## Carriera
Con il Marocco ha disputato ha disputato quattro edizioni dei Campionati africani (2009, 2011, 2013, 2015).

## Palmarès

### Club
- FIBA Africa Clubs Champions Cup: 1

AS Salé: 2016-17
- Campionato marocchino: 8

AS Salé: 2009-10, 2010-11, 2013-14, 2014-15, 2015-16, 2016-17, 2017-18
FUS Rabat: 2022-23
- Coppa del Marocco: 10

AS Salé: 2009, 2010, 2011, 2012
Berkane: 2013
AS Salé: 2014, 2015, 2016, 2017, 2018

### Individuale
- MVP FIBA Africa Clubs Champions Cup: 1

2026-17